# Bugyō
Bugyō (奉行, couramment traduit par les termes de « commissaire », « magistrat » ou encore « gouverneur ») est un titre porté par des administrateurs au Japon jusqu'à l'ère Meiji. Le titre était souvent complété par d'autres termes afin de décrire plus précisément les tâches ou la juridiction d'un commissaire donné.

## Période pré-Edo
Durant l'époque de Heian (794-1185), la fonction ou titre de bugyō n'est attribué que temporairement, jusqu'à ce que la tâche confiée soit remplie. Cependant, à partir de l'époque de Kamakura (1185-1333), le poste et le titre ont commencé à devenir permanents, au point que l'administration du shogunat de Kamakura en est venu à compter jusqu'à trente-six bugyō simultanément.
En 1434, le shōgun Yoshinori Ashikaga établit le tosen-bugyō pour régler les affaires étrangères.
En 1587, une armée japonaise a occupé Séoul. Un des premiers actes de Hideyoshi était de créer un bugyō pour la ville, reproduisant un modèle familier dans un univers qui ne l'était pas.

## Époque d'Edo
Au cours de l'époque d'Edo, le nombre de bugyō est le plus élevé. La bureaucratie du shogunat de Togukawa est élargie sur une base ad hoc, répondant aux besoins perçus et à l'évolution des circonstances.

### Liste
- Sakai-bugyō

- Machi-bugyō d'Edo (江戸町奉行) : magistrats ou administrateurs municipaux d'Edo[1].
  - Kita-machi-bugyō (北町奉行) : magistrat du nord d'Edo[2].
  - Minami-machi-bugyō (南町奉行) : magistrat du sud d'Edo[2].
- Fushin-bugyō (普請奉行) : surintendants des travaux publics[3].
- Gaikoku-bugyō (外国奉行) : commissaire responsable du commerce et des relations diplomatiques avec les pays étrangers après 1858[4]
- Gunkan-bugyō (軍鑑奉行) : commissaire responsable des questions navales (après 1859)[4].
- Gusoku-bugyō (具足奉行) : commissaire responsable de l'approvisionnement des armées shogunales.
  - Gusoku-bugyō (武具奉行) : commissaire responsable de l'approvisionnement des armées shogunales (après 1863), remplace les gusoku-bugyō.
- Hakodate bugyō (箱館奉行) : surveillant du port de Hakodate et du territoire voisin de Ezo[4].
- Haneda bugyō (羽田奉行) : surveillant du port de Haneda ; commissaires des défenses côtières près de Edo (après 1853)[5].
- Hyōgo bugyō (兵庫奉行) : surveillants du port de Hyōgo (après 1864)[6].
- Jisha-bugyō (寺社奉行) : ministre ou administrateur des affaires religieuses, surveillant des temples et des sanctuaires du pays[7].
- Jiwari-bugyō (地割奉行): commissaire d'enquêtes et d'arpentage[8].
- Kanagawa bugyō (神奈川奉行) : surveillant du port de Kanagawa (après 1859)[9].
- Kanjō-bugyō (勘定奉行) : ministre ou administrateur pour les finances du shogunat (après 1787)[10].
  - Gundai : représentant[3].
  - Daikan (代官) : ministre adjoint[3].
  - Kane-bugyō (金奉行) : surintendant du Trésor.
  - Kura-bugyō (倉庫奉行) : surintendant des magasins de céréales[3].
  - Kinza (金座) ou za ou bureau du monopole (après 1595)[11].
  - Ginza (銀座), za de l'argent ou bureau du monopole (après 1598)[11].
  - Dōza (銅座) : za du cuivre ou bureau du monopole (après 1636)[11] et 1701-1712, 1738-1746, 1766-1768)[12].
  - Shuza (朱座) : za du cinabre ou bureau du monopole (après 1609)[13].
- Kanjō-gimmiyaku : contrôleur des finances[3].
- Kantō gundai : représentants de Kantō[3].
- Kinzan-bugyō (金山奉行) : commissaires des mines[14].
- Kyoto shoshidai (京都所司代) : représentants du shogunat à Kyoto[15].
  - Kyoto machi-bugyō (京都町奉行) : magistrats et administrateurs municipaux de Kyoto[16].
  - Fushimi bugyō (伏見奉行) : magistrats et administrateurs municipaux de Fushimi (après 1620)[17].
  - Nara bugyō (奈良奉行) : gouverneurs de Nara[18].
- Machi-bugyō (町奉行) : magistrats et administrateurs municipaux des villes shogunales : Edo, Kyoto, Nagasaki, Nara, Nikkō et Osaka[15].
- Nagasaki bugyō (長崎奉行) : gouverneurs de Nagasaki[19].
- Niigata bugyō (新潟奉行) : surveillants du port de Niigata.
- Nikkō bugyō (日光奉行) : surveillants de Nikkō[20].
- Osaka jōdai (大阪城代) : surveillants du château d'Osaka[21].
  - Osaka machi-bugyō (大阪町奉行) : magistrats et administrateurs municipaux dans les villes shogunales comme Osaka[15].
  - Sakai bugyō (堺奉行) : surveillants de la ville de Sakai[21].
- Rōya-bugyō (牢屋奉行) : commissaires de la prison shogunale[22].
- Sado bugyō (佐渡奉行) : surveillants de l'île de Sado[23].
- Sakuji-bugyō (作事奉行) :: commissaires au travail (après 1632)[24].
- Shimoda bugyō (下田奉行) : surveillants du port de Shimoda[25].
- Sunpu jōdai (駿府城代) : surveillants du château de Sunpu[21].
- Uraga bugyō (浦賀奉行) : surveillants du port d'Uraga[26].
- Yamada-bugyō (山田奉行) : représentants du shogunat dans la province d'Ise[27].

## Ère Meiji
Pendant les premières années de la restauration de Meiji, les titres et les pratiques conventionnelles sont restés en place au cours de la période initiale où rien d'autre n'avait été conçu pour remplacer le système existant du gouvernement Tokugawa. Par exemple, le commandant en chef de l'artillerie sous le premier gouvernement de Meiji était appelé hohei-bugyō.